# End of the Century
End of the Century is het vijfde album van de punkband Ramones. Het album werd geproduceerd door Phil Spector en opgenomen in 1979, en werd uitgebracht op 4 februari 1980. De bekendste nummers zijn onder meer Rock 'n' Roll High School en Do You Remember Rock 'n Roll Radio?. Het laatstgenoemde nummer is ook de opener voor het album.